# Orinus thoroldii
Orinus thoroldii är en gräsart som först beskrevs av Otto Stapf och William Botting Hemsley, och fick sitt nu gällande namn av Norman Loftus Bor. Orinus thoroldii ingår i släktet Orinus och familjen gräs. Inga underarter finns listade i Catalogue of Life.